# Bilikere, Hunsur
Bilikere là một làng thuộc tehsil Hunsur, huyện Mysore, bang Karnataka, Ấn Độ.